# Patrick Hasler
Patrick Hasler (* 26. Oktober 1967) ist ein ehemaliger liechtensteinischer Skilangläufer.

## Werdegang
Patrick Hasler kam bei den Nordischen Junioren-Skiweltmeisterschaften 1985 in Täsch auf den 43. Platz über 15 km, bei den Nordischen Junioren-Skiweltmeisterschaften 1986 in Lake Placid auf den 50. Platz über 10 km und auf den 41. Rang über 30 km und bei den Nordischen Junioren-Skiweltmeisterschaften 1987 in Asiago auf den 56. Platz über 10 km und auf den 35. Rang über 30 km. Im folgenden Jahr nahm er an den Olympischen Winterspielen 1988 in Calgary teil. Im Rennen über 15 Kilometer und belegte den 51. Rang und im Rennen über 30 Kilometer erreichte den 74. Platz. Bei den Nordischen Skiweltmeisterschaften 1989 in Lahti errang er den 70. Platz über 15 km Freistil und bei den Nordischen Skiweltmeisterschaften 1993 in Falun den 93. Platz über 10 km klassisch und jeweils den 81. Platz über 30 km klassisch und in der Verfolgung.